# レッドデータブック
レッドデータブック（Red Data Book、略記：RDB）は、絶滅のおそれのある野生生物に関する保全状況や分布、生態、影響を与えている要因等の情報を記載した図書である。1966年にIUCN（国際自然保護連合）が中心となって作成されたものに始まり、現在は各国や団体等によってもこれに準じるものが多数作成されている。日本で単に「レッドデータブック」と言うときは、環境省によるもの、あるいはIUCNによるものを指すことが多い。本項では環境省作成のものを中心として記すため、IUCNによるもの、日本以外の国によるもの、日本の地方自治体によるものなどについては#その他の団体によるレッドデータブックを参照。

## 概要
環境省によるレッドデータブックは、同省が作成・改訂したレッドリスト（絶滅のおそれがある動植物のリスト）に基づき、より具体的な内容を記載したデータブックである。IUCNによるものと区別するため、JRDBとも呼ばれる。「レッドデータブック」は通称であり、正式な名称は1991年に出版されたものは『日本の絶滅のおそれのある野生生物』、1995年からの見直し作業の後に出版されたものは『改訂・日本の絶滅のおそれのある野生生物 -レッドデータブック-』という。さらには、三訂版である2014年度に『レッドデータブック2014』が作成された。
レッドデータブックを作成する目的は、絶滅の危機にある野生生物の現状を的確に把握することである。レッドデータブックに基づき、絶滅のおそれのある野生動植物の種の保存に関する法律（種の保存法）に基づく希少野生動植物の指定や絶滅危惧種の保全・保護方策の検討、環境アセスメントへの活用、一般市民への普及・啓発などが期待されている。
そのような目的から、積極的な情報公開が行われており、環境省の生物多様性情報システム内に、絶滅危惧種情報を検索・閲覧できるページが設置されているほか、NPOによる地方公共団体の情報をまとめたサイト（日本のレッドデータ検索システム ）が存在する。

## 作成の経緯

### 初版
環境庁（当時）の「レッドデータブック」は、1986年、自然保護局（当時）野生生物課が発足すると同時に作成が開始され、財団法人自然環境研究センターから、1991年5月に『日本の絶滅のおそれのある野生生物－脊椎動物編』が同年10月に同『無脊椎動物編』が発行された。しかしその後、IUCNのレッドリストのカテゴリー改定（1994年）があったことなどを受けて、早くもその内容が見直されることになった。
なお、植物については、既に、財団法人日本自然保護協会と財団法人世界自然保護基金日本委員会が共同して『我が国における保護上重要な植物種の現状』を作成していた。
環境省生物多様性センターの生物多様性情報システム『絶滅危惧種情報』にて、レッドデータブックに掲載されている情報を検索・閲覧することができる。
- 旧動物絶滅危惧種検索

### 改訂版
旧版レッドデータブックの見直しに当たり、環境省自然環境局野生生物課では、1995年から、動植物を下記の9分類群に分け、それぞれのレッドリストを作成し、このリストを踏まえて、改訂版の「レッドデータブック」を編集した。その後、レッドデータブックの改訂作業が順次始められ、2000年7月の植物I（維管束植物）を始まりに、2006年8月に最終巻の「昆虫類」が完成、出版された。
1. 哺乳類
2. 鳥類
3. 爬虫類・両生類
4. 汽水・淡水魚類
5. 昆虫類
6. 陸・淡水産貝類
7. クモ形類・甲殻類等
8. 植物I（維管束植物）
9. 植物II（維管束植物以外） - 蘚苔類、藻類、地衣類、菌類

改訂版レッドデータブックは財団法人自然環境研究センターから、「改訂・日本の絶滅のおそれのある野生生物 -レッドデータブック-」として、分類群ごとに書籍の形で全9冊が刊行されている。
また、環境省生物多様性センターの生物多様性情報システム『絶滅危惧種情報』にてレッドデータブックに掲載されている情報を検索・閲覧することができる。
- 動物絶滅危惧種情報 - 動物
- 植物絶滅危惧種検索 - 維管束植物
- 維管束植物以外絶滅危惧種検索 - 蘚苔類、藻類、地衣類、菌類

### 2014年版
2014年10月から2015年3月にかけて、2012年8月及び2013年2月に発表された第4次レッドリストに基づいたレッドデータブックが刊行された。
2014年版レッドデータブックは株式会社ぎょうせいから、『レッドデータブック2014 -日本の絶滅のおそれのある野生生物-』として、各分類群ごとに書籍の形で全9冊が刊行されている。
各分類群は、ほぼ改訂版と同じであるが、「陸・淡水産貝類」が対象を広げ「貝類」に、「クモ形類・甲殻類等」が「その他無脊椎動物（クモ形類・甲殻類等）」に変更されている。

## その他の団体によるレッドデータブック
日本国内では、環境省の他にも、学術団体や水産庁や都道府県等の地方公共団体などによりレッドデータブックが発行されており、その対象とする分類群が環境省版よりも広い場合も多い。
水産庁は1998年に「日本の希少な野生水生生物に関するデータブック」を発行しており、環境省版では対象としていない海生生物含む水生生物を対象としている。
学術団体などでは、環境省よりも早くに、日本自然保護協会及び世界自然保護基金日本委員会の合同で、1989年に維管束植物のレッドデータブックが作成され、これは、日本におけるレッドデータブックの先駆けとも言われている。日本哺乳類学会は1997年に哺乳類のレッドデータブックを作成しており、クジラ目も対象としているなど、環境省版よりも範囲を広げて評価している。環境省が汽水域・干潟域の生物を対象とするよりもまえに、世界自然保護基金日本委員会は、『WWF Japan サイエンス・レポート』にて、干潟海岸における底生生物のレッドデータブックを作成した（花輪・佐久間編、1996）。その後、2012年に日本ベントス学会において『干潟の絶滅危惧動物図鑑』が発行されている。
地方公共団体においては、1995年に神奈川県と三重県が作成したものがはじめてと言われている。2005年には、47都道府県の全てでレッドデータブック又はレッドリストが作成されており、中には改訂を行った地方自治体もある。その中には、独自の分類群や項目を設定している場合があり、例えば京都府では、生物だけではなく地形・地質・自然現象や自然生態系を評価対象にしている。
また、複数の自治体をまたがる地域版のレッドデータブックとして、近畿地方の7府県（兵庫県、大阪府、京都府、滋賀県、奈良県、和歌山県、三重県）を対象とした「近畿地方における保護上重要な植物 -レッドデータブック近畿-」が、1995年に作成されている。

## 参考となる出版物
読者の参考となる書籍を紹介する。本記事の執筆に直接使用していないものも含まれるので注意。

### 環境省版レッドデータブック
- 初版レッドデータブック
  - 環境庁自然環境局野生生物課編『日本の絶滅のおそれのある野生生物 脊椎動物編』財団法人自然環境研究センター、1993年10月、340頁、ISBN 4-915959-03-1。
  - 環境庁自然環境局野生生物課編『日本の絶滅のおそれのある野生生物 無脊椎動物編』財団法人自然環境研究センター、1993年10月、271頁、ISBN 978-4-915959-04-2。
- 改定版レッドデータブック
  - 環境省自然環境局野生生物課編『改訂・日本の絶滅のおそれのある野生生物1 哺乳類』財団法人自然環境研究センター、2002年3月、177頁、ISBN 4-915959-73-2。
  - 環境省自然環境局野生生物課編『改訂・日本の絶滅のおそれのある野生生物2 鳥類』財団法人自然環境研究センター、2002年8月、278頁、ISBN 4-915959-74-0。
  - 環境庁自然環境局野生生物課編『改訂・日本の絶滅のおそれのある野生生物3 爬虫類・両生類』財団法人自然環境研究センター、2000年2月、120頁、ISBN 4-915959-70-8。
  - 環境省自然環境局野生生物課編『改訂・日本の絶滅のおそれのある野生生物4 汽水・淡水魚類』財団法人自然環境研究センター、2003年5月、230頁、ISBN 4-915959-77-5。
  - 環境省自然環境局野生生物課編『改訂・日本の絶滅のおそれのある野生生物5 昆虫類』財団法人自然環境研究センター、2006年8月、246頁、ISBN 4-915959-83-X。
  - 環境省自然環境局野生生物課編『改訂・日本の絶滅のおそれのある野生生物6 陸・淡水産貝類』財団法人自然環境研究センター、2005年7月、402頁、ISBN 4-915959-81-3。
  - 環境省自然環境局野生生物課編『改訂・日本の絶滅のおそれのある野生生物7 クモ形類・甲殻類等』財団法人自然環境研究センター、2006年1月、86頁、ISBN 4-915959-82-1。
  - 環境庁自然環境局野生生物課編『改訂・日本の絶滅のおそれのある野生生物8 植物I（維管束植物）』財団法人自然環境研究センター、2000年7月、660頁、ISBN 4-915959-71-6。
  - 環境庁自然環境局野生生物課編『改訂・日本の絶滅のおそれのある野生生物9 植物II（維管束植物以外）』財団法人自然環境研究センター、2000年12月、429頁、ISBN 4-915959-72-4。
- 2014版レッドデータブック
  - 環境省自然環境局野生生物課希少種保全推進室編『レッドデータブック2014 -日本の絶滅のおそれのある野生生物- 1 哺乳類』ぎょうせい、2014年9月、132頁、ISBN 978-4-324-09895-0。
  - 環境省自然環境局野生生物課希少種保全推進室編『レッドデータブック2014 -日本の絶滅のおそれのある野生生物- 2 鳥類』ぎょうせい、2014年9月、250頁、ISBN 978-4-324-09896-7。
  - 環境省自然環境局野生生物課希少種保全推進室編『レッドデータブック2014 -日本の絶滅のおそれのある野生生物- 3 爬虫類・両生類』ぎょうせい、2014年9月、153頁、ISBN 978-4-324-09897-4。
  - 環境省自然環境局野生生物課希少種保全推進室編『レッドデータブック2014 -日本の絶滅のおそれのある野生生物- 4 汽水・淡水魚類』ぎょうせい、2015年2月28日、414頁、ISBN 978-4-324-09898-1。
  - 環境省自然環境局野生生物課希少種保全推進室編『レッドデータブック2014 -日本の絶滅のおそれのある野生生物- 5 昆虫類』ぎょうせい、2015年2月、509頁、ISBN 978-4-324-09899-8。
  - 環境省自然環境局野生生物課希少種保全推進室編『レッドデータブック2014 -日本の絶滅のおそれのある野生生物- 6 貝類』ぎょうせい、2014年9月、455頁、ISBN 978-4-324-09900-1。
  - 環境省自然環境局野生生物課希少種保全推進室編『レッドデータブック2014 -日本の絶滅のおそれのある野生生物- 7 その他無脊椎動物（クモ形類・甲殻類等）』ぎょうせい、2014年9月、82頁、ISBN 978-4-324-09901-8。
  - 環境省自然環境局野生生物課希少種保全推進室編『レッドデータブック2014 -日本の絶滅のおそれのある野生生物- 8 植物I（維管束植物）』ぎょうせい、2015年3月、646頁、ISBN 978-4-324-09902-5。
  - 環境省自然環境局野生生物課希少種保全推進室編『レッドデータブック2014 -日本の絶滅のおそれのある野生生物- 9 植物II（蘚苔類、藻類、地衣類、菌類）』ぎょうせい、2015年2月、580頁、ISBN 978-4-324-09903-2。

### その他の団体によるレッドデータブック
海生・水生生物
- 水産庁編『日本の希少な野生水生生物に関するデータブック』 財団法人自然環境研究センター、2000年3月、437頁。

底生生物
- 花輪伸一・佐久間浩子編集「特集：日本における干潟海岸とそこに生息する底生生物の現状」『WWF Japan サイエンス・レポート第3巻』財団法人世界自然保護基金日本委員会、1996年12月20日、1-181頁。
- 日本ベントス学会編『干潟の絶滅危惧動物図鑑 海岸ベントスのレッドデータブック』東海大学出版部、2012年7月20日、306頁、ISBN 978-4-486-01943-5。

哺乳類
- 日本哺乳類学会編『レッドデータ 日本の哺乳類』文一総合出版、1997年9月30日、279頁、ISBN 4-8299-2117-X。

維管束植物・植物群落
- 我が国における保護上重要な植物種及び群落に関する研究委員会 種分化会編『我が国における保護上重要な植物種の現状』財団法人日本自然保護協会・財団法人世界自然保護基金日本委員会、1989年11月、320頁。